# 宝贵廷
宝贵廷（1904年—1969年），蒙古族，蒙古名宝音德力格尔。卓索图盟土默特右翼旗（今属辽宁省朝阳市、北票市）人。蒙古军及国军将领。

## 生平
宝贵廷早年投军，任奉军骑兵独立第九旅二团赵国增部营长李守信的文书上士。后经李守信介绍，他被赵国增保送入东北讲武堂第八期骑兵科，和乌庆霖成为同学。毕业后，他回热河，汤玉麟任命宝贵廷、乌庆霖为陆军少校，任参谋和副官。日军占领热河并且汤玉麟失败后，宝贵廷到北平赋闲，后到百灵庙投奔德穆楚克栋鲁普。韩风林死后，他代理保安队长。
1935年1月德穆楚克栋鲁普派宝贵廷赴多伦，同察东警备军司令官李守信及日军驻多伦特务机关长植山联络，他们经过协商，决定从内蒙古东部各盟旗招兵，在李守信属下成立1个团，宝贵廷任团长。蒙古军成立后，他历任蒙古军第4骑兵师师长、蒙古军第2军军长。1945年春，他接替乌古廷任蒙古军总参谋长。
1945年日本投降后，他被国军收编，任第十二战区暂编骑兵第二集团军参谋长（总司令为李守信）。1949年，他和李守信、苏和巴特尔、都固仍仓、敖门巴特尔、达喜等20余人先后逃到蒙古人民共和国。1950年2月，他在蒙古人民共和国被逮捕，同年9月他被押回中华人民共和国，作为战犯被关押。1966年4月16日，他获得特赦。
1969年，宝贵廷逝世。